# Olympische Sommerspiele 1936/Schießen – 25 m Schnellfeuerpistole (Männer)
Der Schießwettbewerb über 25 m mit der Schnellfeuerpistole bei den Olympischen Spielen 1936 in Berlin fand am 6. August statt. Austragungsort war der Schießstand am Wannsee.
Olympiasieger wurde der Deutsche Cornelius van Oyen ohne einen einzigen Fehlschuss.

## Wettkampfformat
Die Startreihenfolge wurde ausgelost. Die einzelnen Runden wurden nach folgendem Format abgehalten:
1. Runde: 3 Durchgänge mit jeweils 6 Schüssen – jedes Ziel war 8 Sekunden sichtbar
2. Runde: 6 Schüsse – jedes Ziel war 6 Sekunden sichtbar
3. Runde: 6 Schüsse – jedes Ziel war 4 Sekunden sichtbar
4. Runde: 6 Schüsse – jedes Ziel war 3 Sekunden sichtbar
Stechen: 6 Schüsse – jedes Ziel war 2 Sekunden sichtbar
Nach der ersten Runde schieden alle Athleten mit weniger als 18 Treffern aus. Nach der zweiten Runde schieden weitere elf Schützen aus, da diese nicht mit allen sechs Schüssen getroffen hatten.

## Ergebnis
6. August, 8.30 Uhr
Wetter: Bewölkt und trocken. Die erste Runde wurde zeitweise vom Wind beeinflusst.
| Rang                                      | Athlet                 | Nation             | Gesamt    | 1. Runde      | 2. Runde      | 3. Runde      | 4. Runde      | Stechen       |
| ----------------------------------------- | ---------------------- | ------------------ | --------- | ------------- | ------------- | ------------- | ------------- | ------------- |
| 1                                         | Cornelius van Oyen     | Deutsches Reich    | 36        | 18            | 6             | 6             | 6             | -             |
| 2                                         | Heinz Hax              | Deutsches Reich    | 35        | 18            | 6             | 6             | 5             | -             |
| 3                                         | Torsten Ullman         | Schweden           | 34        | 18            | 6             | 6             | 4             | 4             |
| 4                                         | Angelos Papadimas      | Griechenland       | 34        | 18            | 6             | 6             | 4             | 1             |
| 5                                         | Helge Meuller          | Schweden           | 33        | 18            | 6             | 6             | 3             | -             |
| 6                                         | Walter Boninsegni      | Königreich Italien | 29        | 18            | 6             | 5             | 6             | 3             |
| 7                                         | Kazimierz Suchorzewski | Polen              | 29        | 18            | 6             | 5             | 6             | 1             |
| 8                                         | Haralds Marvē          | Lettland           | 29        | 18            | 6             | 5             | 3             | -             |
| 9                                         | Hans Aasnæs            | Norwegen           | 29        | 18            | 6             | 5             | 2             | -             |
| 10                                        | László Vadnay          | Ungarn             | 29        | 18            | 6             | 5             | 1             | -             |
| 11                                        | Bruno Giacconi         | Königreich Italien | 28        | 18            | 6             | 4             | -             | -             |
| 12                                        | Marcel Lafortune       | Belgien            | 28        | 18            | 6             | 4             | -             | -             |
| 13                                        | Jaakko Rintanen        | Finnland           | 28        | 18            | 6             | 4             | 4             | -             |
| 14                                        | Jan Gasche             | Tschechoslowakei   | 28        | 18            | 6             | 4             | 2             | -             |
| 15                                        | Ingals Fisher          | Vereinigte Staaten | 28        | 18            | 6             | 4             | -             | -             |
| 16                                        | Élie Monnier           | Frankreich         | 26        | 18            | 6             | 2             | -             | -             |
| 17                                        | Guillermo Huet         | Mexiko             | 26        | 18            | 6             | 2             | -             | -             |
| 18                                        | Michelangelo Borriello | Königreich Italien | 23        | 18            | 5             | ausgeschieden | ausgeschieden | ausgeschieden |
| 19                                        | Carlos Balestrini      | Argentinien        | 23        | 18            | 5             | ausgeschieden | ausgeschieden | ausgeschieden |
| 20                                        | Christos Zalokostas    | Griechenland       | 23        | 18            | 5             | ausgeschieden | ausgeschieden | ausgeschieden |
| 21                                        | Ville Elo              | Finnland           | 23        | 18            | 5             | ausgeschieden | ausgeschieden | ausgeschieden |
| 22                                        | Erik Sætter-Lassen     | Dänemark           | 22        | 18            | 4             | ausgeschieden | ausgeschieden | ausgeschieden |
| 23                                        | Kārlis Kļava           | Lettland           | 22        | 18            | 4             | ausgeschieden | ausgeschieden | ausgeschieden |
| 24                                        | Morris Doob            | Vereinigte Staaten | 22        | 18            | 4             | ausgeschieden | ausgeschieden | ausgeschieden |
| 25                                        | František Pokorný      | Tschechoslowakei   | 22        | 18            | 4             | ausgeschieden | ausgeschieden | ausgeschieden |
| 26                                        | Sulo Cederström        | Finnland           | 21        | 18            | 3             | ausgeschieden | ausgeschieden | ausgeschieden |
| 27                                        | Zenon Piątkowski       | Polen              | 21        | 18            | 3             | ausgeschieden | ausgeschieden | ausgeschieden |
| 28                                        | Lorenzo Amaya          | Argentinien        | 19        | 18            | 1             | ausgeschieden | ausgeschieden | ausgeschieden |
| mit weniger als 18 Treffern ausgeschieden |                        |                    |           |               |               |               |               |               |
|                                           | François Lafortune     | Belgien            | unbekannt | ausgeschieden | ausgeschieden | ausgeschieden | ausgeschieden | ausgeschieden |
| Axel Lerche                               | Dänemark               | unbekannt          |           | ausgeschieden | ausgeschieden | ausgeschieden | ausgeschieden | ausgeschieden |
| Christen Møller                           | Dänemark               | unbekannt          |           | ausgeschieden | ausgeschieden | ausgeschieden | ausgeschieden | ausgeschieden |
| Krikor Agathon                            | Ägypten                | unbekannt          |           | ausgeschieden | ausgeschieden | ausgeschieden | ausgeschieden | ausgeschieden |
| Charles Juchault des Jamonières           | Frankreich             | unbekannt          |           | ausgeschieden | ausgeschieden | ausgeschieden | ausgeschieden | ausgeschieden |
| Édouard Lambert                           | Frankreich             | unbekannt          |           | ausgeschieden | ausgeschieden | ausgeschieden | ausgeschieden | ausgeschieden |
| Georg Dern                                | Deutsches Reich        | unbekannt          |           | ausgeschieden | ausgeschieden | ausgeschieden | ausgeschieden | ausgeschieden |
| Dimitrios Stathis                         | Griechenland           | unbekannt          |           | ausgeschieden | ausgeschieden | ausgeschieden | ausgeschieden | ausgeschieden |
| Jakab Kőszegi                             | Ungarn                 | unbekannt          |           | ausgeschieden | ausgeschieden | ausgeschieden | ausgeschieden | ausgeschieden |
| Dezső von Zirthy                          | Ungarn                 | unbekannt          |           | ausgeschieden | ausgeschieden | ausgeschieden | ausgeschieden | ausgeschieden |
| Carlos Acosta                             | Mexiko                 | unbekannt          |           | ausgeschieden | ausgeschieden | ausgeschieden | ausgeschieden | ausgeschieden |
| Roger Abel                                | Monaco                 | unbekannt          |           | ausgeschieden | ausgeschieden | ausgeschieden | ausgeschieden | ausgeschieden |
| Michel Ravarino                           | Monaco                 | unbekannt          |           | ausgeschieden | ausgeschieden | ausgeschieden | ausgeschieden | ausgeschieden |
| Herman Schultz                            | Monaco                 | unbekannt          |           | ausgeschieden | ausgeschieden | ausgeschieden | ausgeschieden | ausgeschieden |
| Dirk van den Bosch                        | Niederlande            | unbekannt          |           | ausgeschieden | ausgeschieden | ausgeschieden | ausgeschieden | ausgeschieden |
| Martin Gison                              | Philippinen            | unbekannt          |           | ausgeschieden | ausgeschieden | ausgeschieden | ausgeschieden | ausgeschieden |
| Otoniel Gonzaga                           | Philippinen            | unbekannt          |           | ausgeschieden | ausgeschieden | ausgeschieden | ausgeschieden | ausgeschieden |
| Wojciech Bursa                            | Polen                  | unbekannt          |           | ausgeschieden | ausgeschieden | ausgeschieden | ausgeschieden | ausgeschieden |
| Alberto Andresen                          | Portugal               | unbekannt          |           | ausgeschieden | ausgeschieden | ausgeschieden | ausgeschieden | ausgeschieden |
| Joaquim da Mota                           | Portugal               | unbekannt          |           | ausgeschieden | ausgeschieden | ausgeschieden | ausgeschieden | ausgeschieden |
| Carlos Queiroz                            | Portugal               | unbekannt          |           | ausgeschieden | ausgeschieden | ausgeschieden | ausgeschieden | ausgeschieden |
| Henrik Lönnberg                           | Schweden               | unbekannt          |           | ausgeschieden | ausgeschieden | ausgeschieden | ausgeschieden | ausgeschieden |
| Josef Kopecký                             | Tschechoslowakei       | unbekannt          |           | ausgeschieden | ausgeschieden | ausgeschieden | ausgeschieden | ausgeschieden |
| Dean Hudnutt                              | Vereinigte Staaten     | unbekannt          |           | ausgeschieden | ausgeschieden | ausgeschieden | ausgeschieden | ausgeschieden |
| Lazar Jovanović                           | Jugoslawien            | unbekannt          |           | ausgeschieden | ausgeschieden | ausgeschieden | ausgeschieden | ausgeschieden |

Die Ergebnisse der Athleten, welche nach der ersten Runde ausgeschieden sind, sind nicht bekannt. Sie werden in der Reihenfolge gelistet, in welcher sie im offiziellen Olympiabericht erscheinen.